# مدرع مشعر
المدرع المشعر (الاسم العلمي: Chaetophractus) هو جنس من الحيوانات يتبع فصيلة المدرعات المتدثرة وأشباهها من رتبة الحزاميات.

## أنواع المدرع المشعر
- مدرع أنديزي
- مدرع صارخ
- مدرع مشعر كبير